# Pelycidion habei
Pelycidion habei is een slakkensoort uit de familie van de Pelycidiidae. De wetenschappelijke naam van de soort is voor het eerst geldig gepubliceerd in 1979 door Kay.